# Роза Розенберг
Роза Розенберг, до шлюбу Сейфер (нар. 8 січня 1921, Львів — 23 квітня 1981, Мехіко, Мексика) — мексиканська художниця-сюрреалістка українського походження. Одержала перше місце в конкурсі «Nuevos Valores» (1966). ЇЇ роботи були представлені на колективній виставці в 1975 році у Палаці образотворчих мистецтв (Мехіко). 

## Життєпис
Роза Сейфер народилася у Львові (на той час Польська республіка), у родині Ігнасіо Зайфера та Марії Лазхоуер. У дворічному віці сім'я емігрувала до Мексики. Сейфери переїхали до Мексики, уникаючи соціальних потрясінь та заворушень у Польщі. У супроводі матері батька Етель та старшої сестри Рози Леї вони прибули до порту Веракруса в листопаді 1923 року, одразу після приїзду оселилися в Мехіко. У наступні роки у шлюбі народилися ще дві доньки — Дора та Флора.
Роза відвідувала початкову школу, розташовану на вулиці Коррео Майор, та середню школу в Секундарії Нумеро Дос, пізніше вона здобула ступінь в комерції та управлінні, вивчала англійську та французьку мови. У 1942 році одружилася з Мойше Розенбергом, єврейським емігрантом-ашкеназі, який володів ювелірним магазином у центральній частині Мехіко.
Її перша дитина померла незабаром після народження, а друга, Самуель, загинула в аварії у 23-річному віці. У неї було ще двоє дітей — Леон і Флоренц Розенберги.
Померла Роза Розенберг в Мехіко.

## Професійна кар'єра
Розенберг навчалась живопису приватно. У 1966 році вона виграла перший приз на конкурсі «Nuevos Valores» в Centro Deportivo Israelita, який проводив Єврейський спортивний центр. Через два роки, в 1968 році, отримала запрошення взяти участь у великомасштабній колективній виставці в Галерії Чапультепек в рамках Міжнародного фестивалю мистецтв, культурної програми XIX Олімпійських ігор, що проходили в Мехіко.
Розенберг відкрила свою першу персональну виставку 13 серпня 1968 року в Галереї Джека Місрахі. Запрошення на показ включало текст, в якому вихваляв її роботи кінорежисер Алехандро Йодоровський, ця колекція отримала позитивні відгуки в кількох газетах, зокрема Últimas Noticias, El Heraldo de México, El Día, The News, Novedades, Excélsior та інших.
29 вересня 1970 року в галереї «Мер-Куп», що належала торговцю мистецтвом Мерле де Купер, відкрилася її друга персональна виставка. Отримавши подібну критичну реакцію, як на виставці Місрахі, її кар'єра розпочался із більшою кількістю запрошень на групові виставки та інтерв'ю місцевих репортерів, де її роботи порівнювали з такими, як Ремедіос Варо, Леонора Керрінгтон та Сальвадор Далі.
Її перша міжнародна виставка відбулася в галереї Мабат у Тель-Авіві, де на інавгураційному заході виступив посол Мексики Росаріо Кастельянос. Протягом липня та серпня 1975 року, в рамках Міжнародного жіночого року, її роботи були включені в колективну виставку під назвою «La mujer y la plástica» в музеї Палацу образотворчих мистецтв.
22 травня 1979 року в Галерії Ланай відкрилася її остання персональна виставка «Surrealismo y Fantasía», на якій було показано 17 картин олійними фарбами. У цьому ж році Мексиканська енциклопедія вперше включила короткий запис про Розу Розенберг.

## Список виставок
Індивідуальні
- Серпень 1968, Галерея Джек Місрахі
- Вересень 1970 р., Галерея Мер-Куп
- Серпень 1971, Галерея Мабат
- Жовтень 1975 р., Клуб гольфу Беллавіста
- Травень 1979, Галерея Ланай.

Групові
- Грудень 1966, Centro Deportivo Israelita
- Лютий 1968 р., Галерея Чапультепек
- Жовтень 1970, Centro Deportivo Israelita
- Квітень — травень 1971 р., Галерея Мер-Куп
- Лютий 1974, Вестсайдський єврейський громадський центр, Лос-Анджелес, Каліфорнія
- Липень — серпень 1975 року, Паласіо де Беллас Артес
- Вересень 1976 р., Centro Deportivo Israelita
- Вересень 1977 р., Галерея Мер-Куп
- Жовтень 1977, Галерея Сільвія Оцерковський
- Травень 1978, Centro Deportivo Israelita